# Lollipop (canção de Mika)
"Lollipop" é uma canção do cantor Mika em seu álbum "Life in Cartoon Motion", do ano de 2007. Quando o álbum foi lançado, "Lollipop" teve muitos downloads, e quando foi lançado como single, entrou no Top 75 no Reino Unido.
Na rádio, a canção foi lançada em Abril de 2007 no Reino Unido, Noruega, Suíça e Austrália.

## Lançamento
Lançada em Abril de 2007 no mundo todo.

## Tema
Em uma entrevista, Mika disse que a música foi escrita como uma mensagem para sua irmã mais nova, para que ela não tenha relações sexuais tão cedo e que há uma grande diferença entre o sexo para homens e o sexo para mulheres.

## Clipe
O videoclipe de "Lollipop" foi lançado em Novembro de 2007. Relata as aventuras da Lollipop Girl (Garota-Pirulito). Lembra muito o estilo da capa do álbum "Life in Cartoon Motion", pois tem uma animação com muitos elementos. O vídeo, por si só, faz uma paródia da história da Chapeuzinho Vermelho. O clipe foi dirigido pela irmã de Mika.

## Crítica
A canção recebeu críticas mistas. O portal Sputnikmusic disse que é uma música engraçada de ouvir.  No entanto, a voz de Mika foi criticada por Heather Phares do Allmusic.

## Lista de músicas
CD1 - Maxi
1. "Relax, Take It Easy" (Radio Edit)"
2. "Lollipop (Live from L'Olympia Paris)"
3. "I Want You Back (Live from L'Olympia Paris)"
4. "Relax, Take It Easy (Dennis Christopher Remix Radio Edit)"
5. "Lollipop (Fred Deakin's Fredmix)"

CD2 - 2 Faixas
1. "Relax, Take It Easy (New Radio Edit)"
2. "Lollipop"

USB Memory Stick
1. "Relax, Take It Easy (New Radio Edit)"
2. "Lollipop"
3. "Relax, Take It Easy (Alpha Beat Remix)"
4. "Relax, Take It Easy (Frank Musik Mix)"
5. "Relax, Take It Easy (Ashley Beedle's Castro Vocal Discomix)"
6. "Relax, Take It Easy (Video - Live In Paris (5.1 Surround)"
7. "Lollipop (Video - 16:9 Bunny Action)"

## Posição nas paradas musicais
| Parada (2007)                              | Posição |
| ------------------------------------------ | ------- |
| Paradas de singles da Austrália            | 58°     |
| Top 40 de singles da Alemanha              | 14°     |
| Paradas de downloads dos singles da França | 41°     |
| Paradas de singles da Lituânia             | 4°      |
| Paradas de singles da Noruega              | 19°     |
| Paradas de singles da Suécia               | 13      |
| Parada de singles da Suíça                 | 58      |
| Parada de Singles do Reino Unido           | 2       |